# Jaime Saavedra
Jaime Saavedra Chanduví (Lima, 6 de junio de 1964) es un economista peruano. Desde 2017 es el director Global de Educación del Banco Mundial. Fue Ministro de Educación del Perú en los gobiernos de Humala y Kuczynski, desde el 31 de octubre de 2013 hasta el 18 de diciembre del 2016.

## Biografía
Jaime Saavedra estudió en el colegio Inmaculado Corazón y luego en el Santa María Marianistas. Estudió Economía en la Pontificia Universidad Católica del Perú en donde se graduó como bachiller y luego licenciado. Obtuvo un doctorado en Economía por la Universidad de Columbia, en Nueva York.
Fue director ejecutivo e investigador principal en el Grupo de Análisis para el Desarrollo (GRADE), un centro de investigación sin afiliación partidaria con sede en Lima, donde hizo varios estudios sobre Educación. Fue también consejero principal del Ministerio de Trabajo y Promoción del Empleo del Perú. 
Asimismo, fue consultor e investigador para el Banco Mundial, para la Comisión Económica para América Latina y el Caribe (CEPAL), el Banco Interamericano de Desarrollo (BID), y la Organización Internacional del Trabajo (OIT).
Fue miembro del Consejo Nacional del Trabajo en Perú, del consejo de la Asociación de Economía de América Latina y el Caribe (LACEA) y del Instituto de Investigación Nutricional, así como presidente del comité ejecutivo de la Red sobre Inequidad y Pobreza del BID-Banco Mundial-LACEA.
Fue vicepresidente interino de la Red sobre Reducción de la Pobreza y Gestión Económica del Banco Mundial, y director de Reducción de Pobreza y Equidad del mismo organismo.
Ha sido también docente en la Pontificia Universidad Católica del Perú y en la Universidad del Pacífico, e investigador visitante en la Universidad de Toronto.
En 2017 regresa al Banco Mundial como Director Global de Educación.

### Ministro de Educación

#### Gobierno de Ollanta Humala
El 31 de octubre de 2013, juró como Ministro de Educación, en reemplazo de Patricia Salas, integrando el gabinete ministerial presidido por César Villanueva (que juró también ese día), el cuarto del gobierno del presidente Ollanta Humala. La ceremonia se realizó en el Salón Dorado de Palacio de Gobierno.
Jaime Saavedra lideró la Reforma Educativa en Perú, la cual se basa en cuatro líneas de acción: revalorización de la carrera docente, mejora de la calidad de aprendizajes, gestión eficaz del sistema escolar y cierre de la brecha de infraestructura educativa. Asimismo, impulsó el incremento presupuestal para la educación, el cual creció en 88% del 2011 al 2016, lo cual permitió incrementar el presupuesto educativo como porcentaje del PBI de 2.8% (2011) a 3.9% (2016).[cita requerida]
En septiembre de 2015 la revista Semana Económica, revista de derecha, publicó un artículo titulado «¿Por qué es tan querido el Ministro Saavedra?» en el que resalta que explica: «Jaime Saavedra es el más poderoso en el sector educación y el 94% cree que debe quedarse al frente de su cartera hasta el final del gobierno. La combinación de un discurso inspirador y una gestión empresarial lo explican.»
En diciembre de 2015 fue seleccionado como «personaje del año» por el diario Perú 21 explicando que «Hoy, los líderes opositores al gobierno ovacionan su labor y esperan que se mantenga en su puesto al culminar este mandato. Hay consenso en que, con este ministro, el Perú va rumbo a la nota más alta.»

#### Gobierno de Pedro Pablo
El 27 de junio de 2016, Mercedes Araoz, electa como segunda vicepresidenta de la República por Peruanos por el Kambio (PpK), anunció que Jaime Saavedra continuaría como Ministro de Educación durante el gobierno de Pedro Pablo Kuczynski, a iniciarse el 28 de julio.
El 15 de julio de 2016, el presidente electo Pedro Pablo Kuczynski anunció oficialmente a Saavedra como su ministro de Educación, quedando así confirmado que sería el único de los ministros del gobierno de Humala en continuar en su cargo.  El 28 de julio de 2016, durante la toma de mando, juramentó con el resto de ministros del gabinete presidido por Fernando Zavala, en una ceremonia realizada en el patio de honor del Palacio de Gobierno, a la vista del público.
La oposición al gobierno de Kuczynski (representada en el Congreso por una abrumadora mayoría fujimorista aliada con la bancada aprista) empezó a cuestionar la labor de Saavedra. Primero fue en lo referente a la organización de los Juegos Panamericanos con sede en Lima, programada para el 2019, que pese haber sido anunciada en el 2013 (poco antes de asumir como ministro), no se había  avanzado lo suficiente en lo referente a la construcción de la infraestructura. Luego, un programa televisivo dominical lanzó un reportaje en el cual denunciaba que personal de confianza del ministro había hecho un desvío de un presupuesto de 150 millones de soles destinados para la compra de computadoras. La oposición en el Congreso anunció que interpelaría al ministro para exigirle que rindiera cuentas de su gestión, particularmente en lo referente a la lucha contra la corrupción. El presidente Kuczynski respaldó públicamente a su ministro y adujo que la campaña en su contra se originaba en un grupo de legisladores asociados a universidades privadas que pretendían hacer cambios en la Ley Universitaria para favorecer sus intereses.
El 7 de diciembre de 2016, Saavedra fue interpelado en el Congreso. Tras once horas de exposiciones y debate, en las cuales el ministro aceptó que existían irregularidades en las compras realizadas por su sector por personas que habían «traicionado su confianza», la bancada fujimorista anunció que presentaría una moción de censura en contra del ministro, porque, a su ver, era responsable político y no había respondido satisfactoriamente al pliego interpelatorio. Saavedra declaró a la prensa que no renunciaría ante el pedido de censura. El 15 de diciembre se llevó a cabo el debate de censura del ministro, obteniendo como resultado final 78 votos a favor, ninguno en contra y ninguna abstención (ello debido a que las bancadas de Peruanos por el Kambio y de Frente Amplio, en contra de la censura, se retiraron del hemiciclo antes de la votación). A Saavedra se le dio un plazo de 72 horas para presentar su carta de renuncia.
El 17 de diciembre, Saavedra se apartó de su cargo  y al día siguiente juró en su reemplazo la educadora Marilú Martens, que se venía desempeñando como funcionaria del Minedu, desde 2014.